# Philipp Lux
Philipp Lux (* 1973) ist ein deutscher Theaterschauspieler, Dozent, Regisseur und Moderator.

## Werdegang
Philipp Lux ist in Schleswig-Holstein aufgewachsen. Er spielte als Jugendlicher in Bargteheide am Kreisgymnasium, am Musischen Forum und im Kleinen Theater unter Kirsten Martensen. Nach Abitur und Zivildienst begann er ein Studium der Theater- und Literaturwissenschaft sowie Kunstgeschichte an der Universität Leipzig. Von 1995 bis 1999 studierte er Schauspiel an der Hochschule für Musik und Theater „Felix Mendelssohn Bartholdy“ / Schauspielinstitut „Hans Otto“ in Leipzig und lernte u. a. bei Bernd Guhr, Wolf-Dietrich Rammler und Marie Anne Fliegel.
Ab 1997 war er Mitglied des Schauspielstudios Dresden und seit 1998 ist er festes Ensemblemitglied am Staatsschauspiel Dresden.
Er arbeitete u. a. mit den Regisseurinnen und Regisseuren Wolfgang Engel, Sebastian Hartmann, Stefan Bachmann, Mina Salehepour, Andreas Kriegenburg, Jan Gehler, Lily Sykes, Armin Petras, Rafael Sanchez und Daniela Löffner. Mit Regisseur Tilmann Köhler verbinden ihn zahlreiche Zusammenarbeiten, darunter Shakespeares "Mass für Mass", "Der Kaufmann von Venedig und Calderóns "Das Leben ist Traum".
Von 2010 bis 2016 leitete er Jugendclubs an der Bürgerbühne, u. a. eine Koproduktion mit der Gemäldegalerie Alte Meister Dresden (2013) und einen site-specific Parcours auf dem Neuen Annenfriedhof (2015).
Als Moderator führt er regelmäßig durch verschiedene Talk-Formate u. a. „Lux + X“ und „Mixtape deLUXe“.
Für herausragende künstlerische Leistungen erhielt er 2003 den Erich-Ponto-Preis.
Seit 2015 ist er Leiter des Schauspielstudios Dresden.
Seine erste Regiearbeit „Michael Kohlhaas“ wurde auf dem Istropolitana Festival 2016 in Bratislava mit vier Preisen ausgezeichnet, u. a. mit dem Hauptpreis des Festivals.

## Theaterrollen (Auswahl)
- Hans Castorp in „Der Zauberberg“ (Thomas Mann)
- Kreon in „Antigone“ (Sophokles)
- Jago in „Othello“ (William Shakespeare)
- Korowjew in „Der Meister und Margarita“ (Michail Bulgakow)
- Jakob Fabian in „Fabian. Die Geschichte eines Moralisten“ (Erich Kästner)
- Malvolio in „Was ihr wollt“ (William Shakespeare)
- Nathan in „Nathan der Weise“ (Gotthold Ephraim Lessing)
- Sosias in „Amphitryon“ (Heinrich von Kleist)

## Regie (Auswahl)
- 2016 „Michael Kohlhaas“ (Studioinszenierung, Staatsschauspiel Dresden)
- 2017 „Nacht.Rauschen“ (Die Bühne, TU Dresden)
- 2017 „Paradies“ (Societaetstheater Dresden)
- 2018 „Die Verwandlung - eine Entwicklungstragödie“ (Büregr:Bühne, Staatsschauspiel Dresden)
- 2020 „Suburban Motel“ (Studioinszenierung, Staatsschauspiel Dresden)
- 2020 „Ich erwarte die Ankunft des Teufels“ (Societaetstheater Dresden)
- 2022 „Wie es Euch gefällt - eine Liebeskomödie über Gender, Sex und Queerness“ (Bürger:Bühne, Staatsschauspiel Dresden)
- 2023 „Der satanarchäolügenialkohöllsiche Wunschpunsch“ (Staatsschauspiel Dresden)
- 2024 „Bandscheibenvorfall“ (Staatsschauspiel Dresden)

## Filme (Auswahl)
- 2004 Kurzfilm „Pleite“, Regie: Gerald Backhaus
- 2010 Spielfilm „Hunter's Bride“ Regie: Jens Neubert
- 2014 Spielfilm „Krähenzeit“, Regie: Wolfgang H. Scholz
- 2023 Kurzfilm „Infight“, Regie: Rolf Höhne

## Belege
1. ↑  Cornelia Büddig: Talentschmiede Kleines Theater. In: Hamburger Abendblatt, 28. November 2003. Online
2. ↑  Salon im Schauspielhaus | Mixtape DeLUXe | Talk mit Philipp Lux, auf staatsschauspiel-dresden.de, abgerufen am 20. März 2024
3. ↑  Dirk Glodde erhält Erich-Ponto-Preis 2008, auf nachtkritik.de, abgerufen am 20. März 2024
4. ↑  Philipp Lux | Schauspieler, Leiter Schauspielstudio Dresden, auf staatsschauspiel-dresden.de, abgerufen am 20. März 2024

| Personendaten    | Personendaten          |
| ---------------- | ---------------------- |
| NAME             | Lux, Philipp           |
| KURZBESCHREIBUNG | deutscher Schauspieler |
| GEBURTSDATUM     | 1973                   |